# Oratorio del Crocifisso, Pavia
Oratorio del Crocifisso är ett dekonsekrerat oratorium i Pavia, helgat åt den korsfäste Kristus. Oratoriet är beläget vid Via Cardano och uppfördes år 1570. Oratoriet ersatte den rivna kyrkan San Marziano.
År 1634 överlät biskopen av Pavia, Fabrizio Landriani, oratoriet åt guldsmedernas skrå. Oratoriet dekonsekrerades år 1725 och kom att nyttjas för profana ändamål.